# Ljungby VBK
Ljungby VBK est un club suédois de volley-ball fondé en 1973 et basé à Ljungby, évoluant pour la saison 2017-2018 en Division 1 Södra Dam.

## Effectifs

### Saison 2012-2013
Entraîneur : Simon Luftus  Royaume-Uni